# Rivers
|  | Per a altres significats, vegeu «Elizabeth Rivers». |

L'estat de Rivers és un dels 36 estats de Nigèria. La seva capital és Port Harcourt. És fronterer al sud amb l'oceà Atlàntic; al nord amb els estats d'Imo, Abia i Anambra; a l'est amb l'estat d'Akwa Ibom; i a l'oest amb els estats de Bayelsa i del Delta. Els tres principals grups ètnics de Rivers són els igbos, els ijaws i els ogonis.
La part interior de l'estat consisteix en selva tropical i al llarg de la costa, el medi ambient del delta del Níger consisteix en moltes zones pantanoses.

## Geografia

### Geografia física

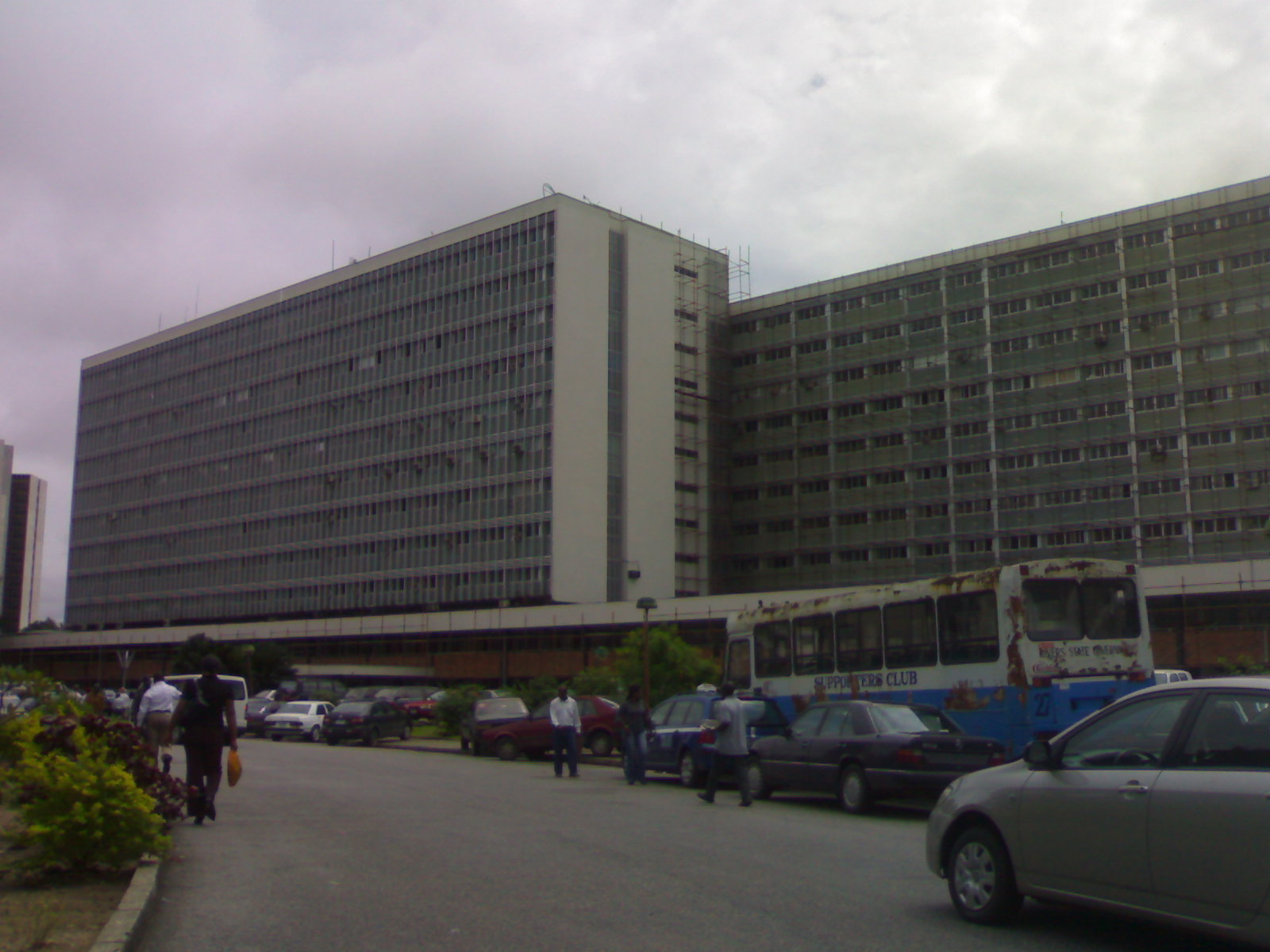
Edifici de l'estat de Rivers a Port Harcourt

La geologia de la superfície de l'estat de Rivers consisteix en sediments fluvials.
La superfície de Rivers es pot agrupar en tres principals divisions de relleu: l'aigua, les zones pantanoses de les LGAs d'AkukuToru, d'Abualdual, d'AsariToru, de Degema, d'Okrika, d'OguBolo, de Bonny, d'Andoni i d'Opobo i les crestes sorrenques de la costa.

#### Climatologia
A Rivers la pluviositat és estacional, variable i important. La pluviositat total anual va dels 4.700 mm a la costa fins als 1.700 mm a l'extrem nord de l'estat. L'estació humida dura uns 330 dies a l'any. A Port Hartcourt plou uns 182 dies cada any.
La temperatura mitjana anual és de 26 °C i aquesta varia entre els 25 °C i els 28 °C al llarg de l'any. Hi ha molt poca diferència de temperatura.

#### Vegetació

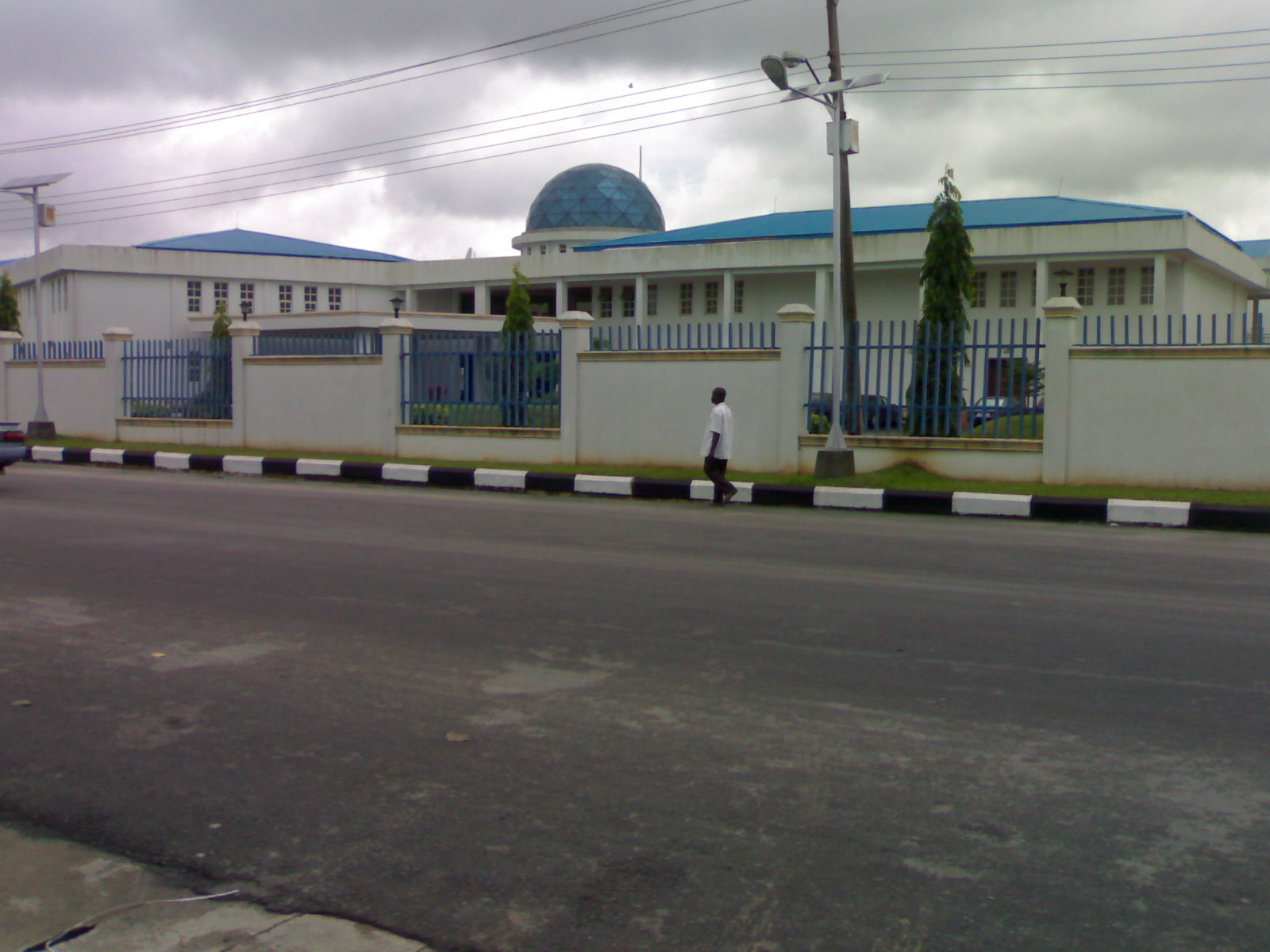
Seu de l'Assemblea de l'estat de Rivers a Port Harcourt

Les terres altes de Rivers originàriament estaven ocupades per selva tropical, però això ha estat dràsticament modificat per l'activitat humana. A gran part d'aquestes zones s'hi han fet plantacions d'arbres per a l'explotació, sobretot d'oli de palma. La zona de la costa es pot dividir en tres zones segons la vegetació.

#### Problemes ecològics
La desforestació és un dels problemes ecològics més importants de Rivers. Aquesta fa que algunes zones de l'estat estan esdevenint zones de Sabana. El fet que siguin terres tan baixes i el seu particular sistema de canals naturals d'aigua, l'alta pluviositat i les zones pantanoses fa que moltes zones de l'estat siguin inaccessibles. La geologia, el relleu i el difícil drenatge del territori de Rivers dificulta el desenvolupament econòmic i l'explotació dels recursos naturals. L'erosió, l'augment del nivell del mar i les inundacions anuals són altres problemes mediambientals importants. També cal destacar la pol·lució de l'aire i l'aigua per les pèrdues de petroli i gas que causa la seva producció; això afecta a la qualitat de l'agricultura, la pesca, la vegetació i la vida salvatge.

### Geografia humana i etnologia

#### Composició ètnica i llengües
La composició ètnica de l'estat de Rivers és molt diversa. Es pot agrupar els seus grups ètnics en sis grans grups lingüístics: les llengües ijoid, les llengües igboid, les llengües ogoni, les llengües del Delta Central, les llengües edoid i les llengües del baix Cross.
A Rivers es parlen vint-i-tres llengües com a primera llengua. Les llengües principals són l'igbo, l'ikwere i diferents varietats de les llengües ijo. Les altres llengües són minoritàries: l'abua, el baan, el defaka, el degema, l'ekpeye, l'eleme, l'engenni, el gokana, l'ibani, l'ikwere, el kalabari, el khana, el kirike, el mini, l'nkoroo, l'obolo, l'obulom, l'odual, l'ogbah, l'ogbogolo, l'ogbronuagum i l'ukwuani-aboh-ndoni.
Aquesta diversitat ètnica i lingüística fa que la cultura de l'estat de Rivers sigui molt rica. Hi ha una gran mostra de folklore local: música, dansa, mascarades, literatura tradicional i artesanies.

#### Demografia i distribució de la població

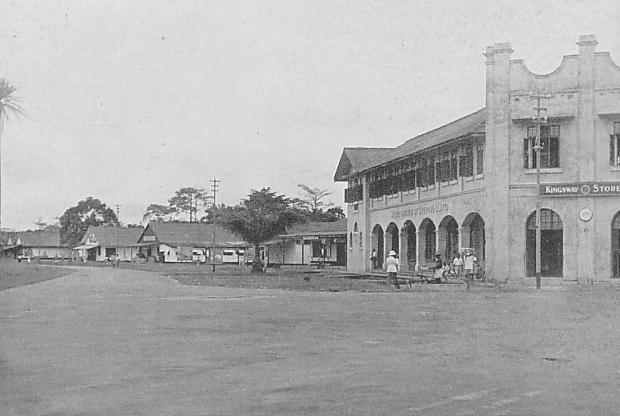
Port Harcourt al 1930

El 1991 hi havia 3.187.867 habitants a Rivers. El 51,9% de la població eren hoomes i el 48,1% dones. La densitat de població és de 284 habitants per quilòmetre quadrat. Les condicions físiqeus de l'estat fa que la població estigui molt concentrada en poques ciutats i sobretot a la capital estatal. A la zona central i occidental de l'estat la densitat de la població és baixa. El 60% de la població es concentra en vuit LGAs, cinc de les quals estan a les zones altes de l'estat.
A Rivers el grau d'urbanització és molt baix i només 19 dels 1.079 assentaments de l'estat tenen més de 20.000 habitants. L'índex d'urbanització és molt baix (0.24) i les ciutats més importants són Port Harcourt, Abonnema, Omoku, Okrika, Oyigbo, Elele, Bonny i Opopo. Segons el cens del 1981 la població d'aquestes ciutats constituïa el 28% de la població de Rivers. A les zones urbanes hi havia més homes que dones i a les zones rurals, més dones que homes.
Port Harcourt és clarament la capital de l'estat: té el 14% de la població i entre el 38 i el 21% de les escoles de secundària i hospitals de Rivers respectivament; també té el 86% de les indústries de l'estat.
Tot i això, entre el 1963 i el 1991 el nivell de població urbana ha augmentat molt. El fet que s'hagin creat noves LGAs i l'augment de la industrialització ha accelerat el desenvolupament urbà.

## Història

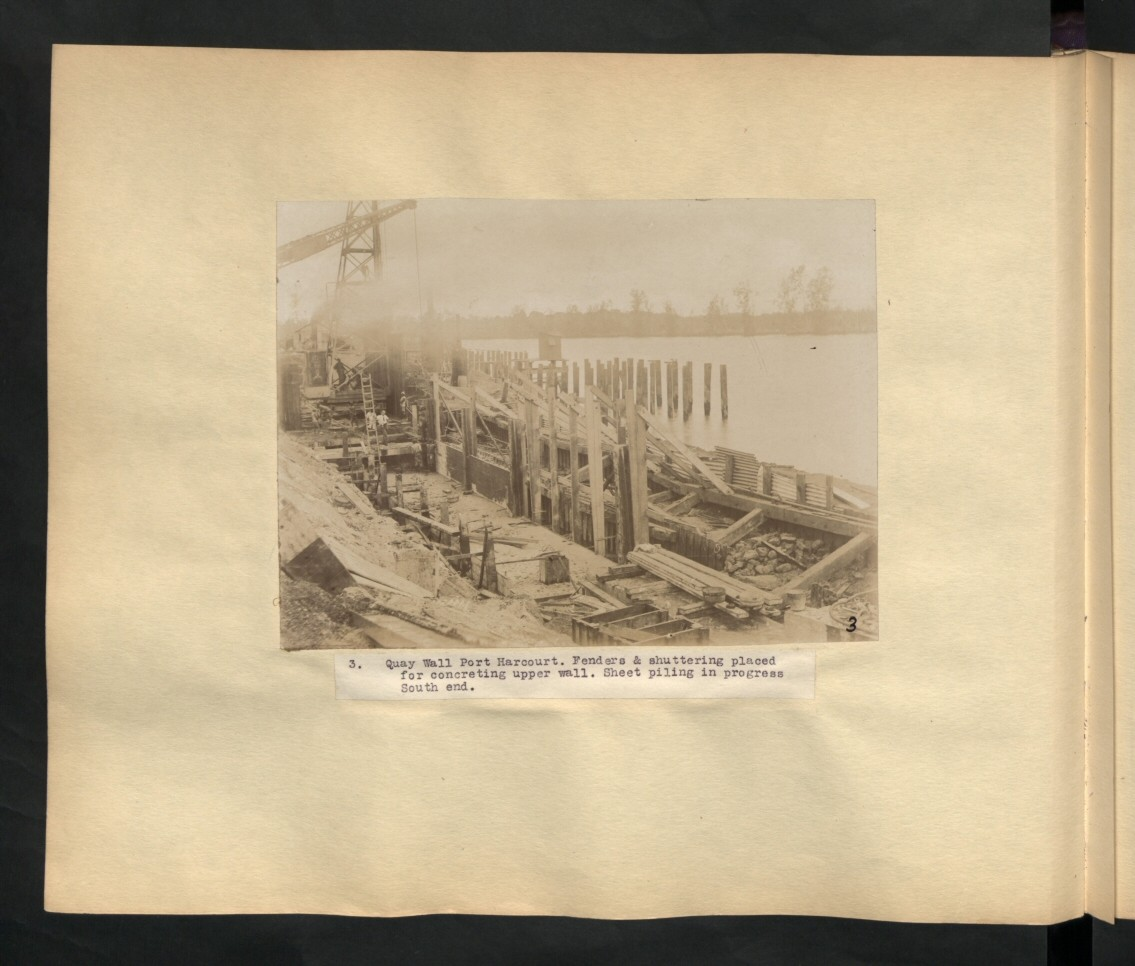
arxius fotogràfics de Port Harcourt

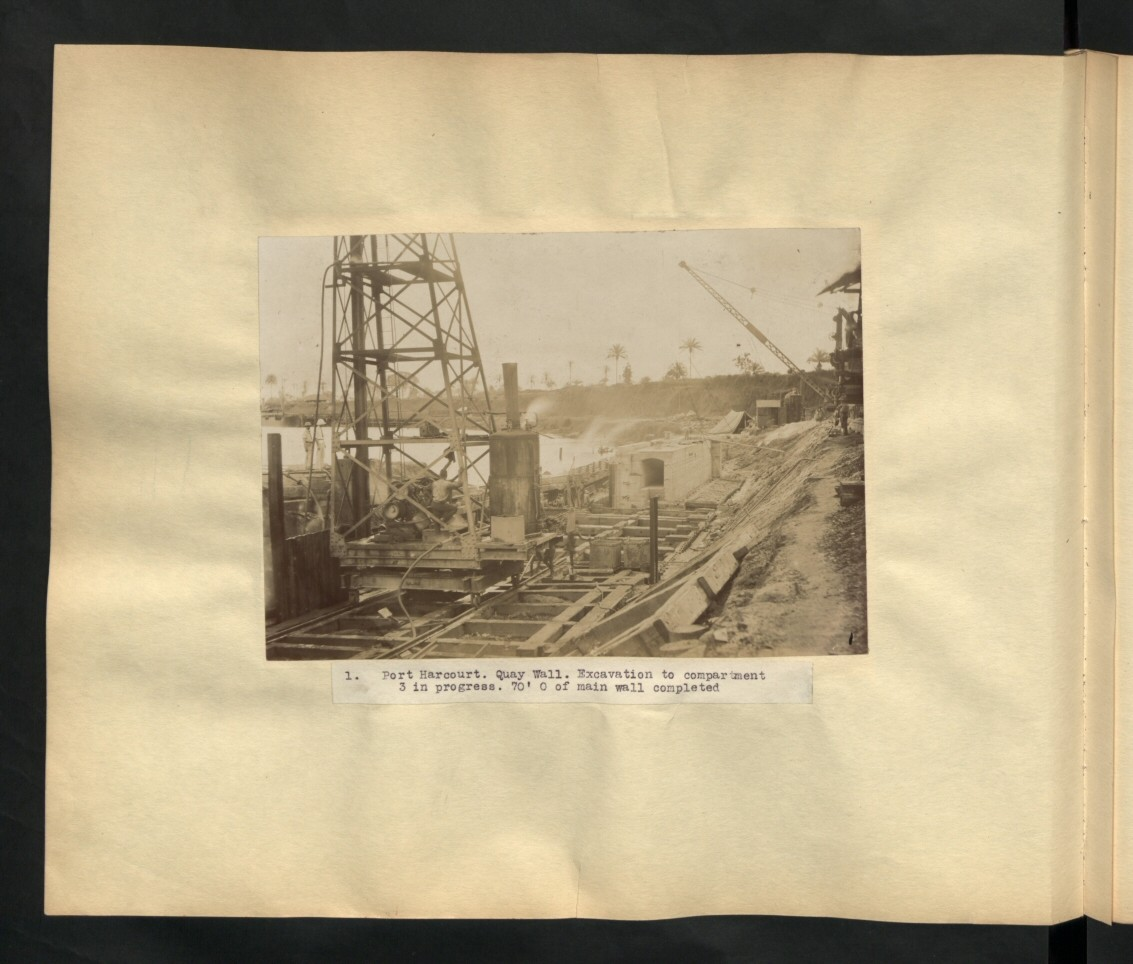
arxius fotogràfics de Port Harcourt

L'estat de Rivers obté el seu nom pels nombrosos rius que hi ha en el seu territori. Fou part del Protectorat d'Oil Rivers entre el 1885 i el 1893 any en què va esdevenir part del Protectorat de la Costa del Níger. El 1900 la regió passà a formar part dels territoris de la Royal Niger Company que van formar el Protectorat de Nigèria Meridional.
El 1967 es va crear l'estat de Rivers quan es va partir la Regió Oriental de Nigèria. Fins al 1996, l'estat de Rivers incorporava l'actual estat de Bayelsa.
Abans de la independència de Nigèria, caps de l'actual estat van signar tractats de protecció amb els britànics i els membres d'aquests grups humans van intentar esdevenir estats independents. No ho van aconseguir però la conferència constitucional del 1958 va acordar algunes mesures a favor de les minories ètniques de la zona.
Entre el 1941 i el 1952 la Rivers People's League va defensar la creació de la Província de Rivers. El 1953, el Council of Rivers Chiefs va reemplaçar l'anterior associació. Aquesta el 1954 va celebrar el Congrés dels Caps i Pobles de Rivers i el 1956 la Conferència dels Caps i Pobles de Rivers. Aquestes iniciatives i altres posteriors van ajudar que el 27 de maig del 196 es creés l'estat de Rivers.

## Divisions administratives
L'estat de Rivers està dividit en vint-i-tres LGAs:
| Nom de la LGA     | Superfície (kmm²) | Població al cens 2006 | Capital administrativa | Codi postal |  |
| ----------------- | ----------------- | --------------------- | ---------------------- | ----------- |  |
| Port Harcourt     | 109               | 541,115               | Port Harcourt          | 500         |  |
| Obio-Akpor        | 260               | 464,789               | Rumuodumaya            | 500         |  |
| Okrika            | 222               | 222.026               | Okrika                 | 500         |  |
| Ogu/Bolo          | 89                | 74.683                | Ogu                    | 500         |  |
| Eleme             | 138               | 190.884               | Eleme                  | 501         |  |
| Tai               | 159               | 117.797               | Sakpenwa               | 501         |  |
| Gokana            | 126               | 228.828               | Kpor                   | 501         |  |
| Khana             | 560               | 294.217               | Bori                   | 502         |  |
| Oyigbo            | 248               | 122.687               | Afam                   | 502         |  |
| Opobo/Nkoro       | 130               | 151.511               | Opobo Town             | 503         |  |
| Andoni            | 233               | 211.009               | Ngo                    | 503         |  |
| Regne de Bonny    | 642               | 215.358               | Ubani                  | 503         |  |
| Degema            | 1.011             | 249.773               | Degema                 | 504         |  |
| Asari-Toru        | 113               | 220.100               | Buguma                 | 504         |  |
| Akuku-Toru        | 1.443             | 156,006               | Abonnema               | 504         |  |
| Abua/Odual        | 704               | 282,988               | Abua                   | 510         |  |
| Ahoada West       | 403               | 249,425               | Akinima                | 510         |  |
| Ahoada East       | 341               | 166,747               | Ahoada                 | 510         |  |
| Ogba/Egbema/Ndoni | 969               | 284,010               | Omuku                  | 510         |  |
| Emuoha            | 831               | 201,901               | Emuoha                 | 511         |  |
| Ikwerre           | 655               | 189,726               | Isiokpo                | 511         |  |
| Etche             | 805               | 249,454               | Okehi                  | 512         |  |
| Omuma             | 170               | 100,366               | Eberi                  | 512         |  |

## Economia i recursos naturals

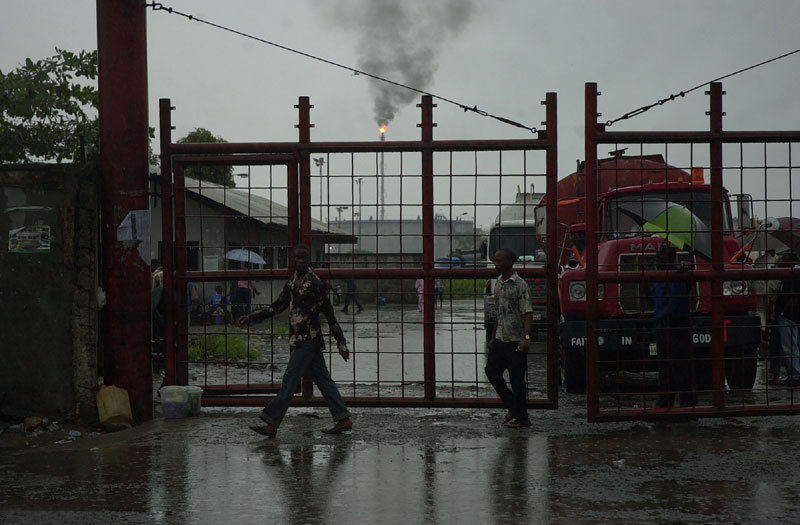
refineria de petroli de Port Harcourt

L'estat de Rivers té una de les economies més importants de Nigèria sobretot degut al petroli cru. L'estat té dues refineries importants, dos ports importants, aeroports i indústries, sobretot a la capital estatal.

La majoria de la població treballa en dues activitats primàries: l'agricultura i la pesca.

### Recursos naturals
L'estat de Rivers té molts recursos naturals potencials, tot i que moltes encara no han estat quantificats ni explotats. Les abundants terres cultivables de les zones altes i l'alta pluviositat és bàsic per l'agricultura i la silvicultura.
L'agricultura per al comerç més destacada és el cultiu de nyam, mandioca, taro, blat de moro, arròs, vegetals, meló, pinya, oli de palma, cautxú, coco, ràfia de palma i jute. A Rivers també és molt important la pesca i les indústries que hi estan associades. També cal considerar les possibilitat de la silvicultura a l'estat i que encara queden moltes terres cultivables que no estan aprofitades.

#### Recursos minerals
A Rivers hi ha importants dipòsits de petroli i aquest és un dels principals productors de petroli de Nigèria. També és important el potencial de l'explotació de gas natural.

## Educació
El 1999 a l'estat hi havia 2.805 escoles primàries i 243 instituts d'educació secundària. La majoria de les escoles secundàries estan a les capitals de les LGAs i a Port Harcourt. Entre les institucions d'educació superior, hi ha la Universitat de Port Harcourt, que fou establerta pel govern federal el 1975, la Rivers State University of Science and Technology, fundada el 1980 pel govern estatal; l'School of Health Technology, Port Harcourt, la Polytecnic d'Omoku, la Rivers State Polytechnic de Bori, la Rivers State University of Education de Rumuolumeni i la School of Nursing and Midwifery de Rumueme.
The Rivers State College of Arts and Science in Port Harcourt gained polytechnic status in 2006.

## Sanitat
A cadascuna de les capitals de les vint-i-tres LGAs de l'estat hi ha almenys un hospital estatal. A Port Harcourt n'hi ha sis i a Ahoada, dos. A més a més hi ha nombrosos centres de salut privats i clíniques institucionals. El 1980, el govern de l'estat de Rivers tenia 190 institucions de salut distribuïdes a través de les en aquell moment set LGAs: 31 a Ahoada, 18 a Bori, 13 a Degema, 41 a IkwerreEtche, 11 a Bonni, 15 a OkrikaTai Eleme i 21 a Port Harcourt.

## Transport i comunicacions

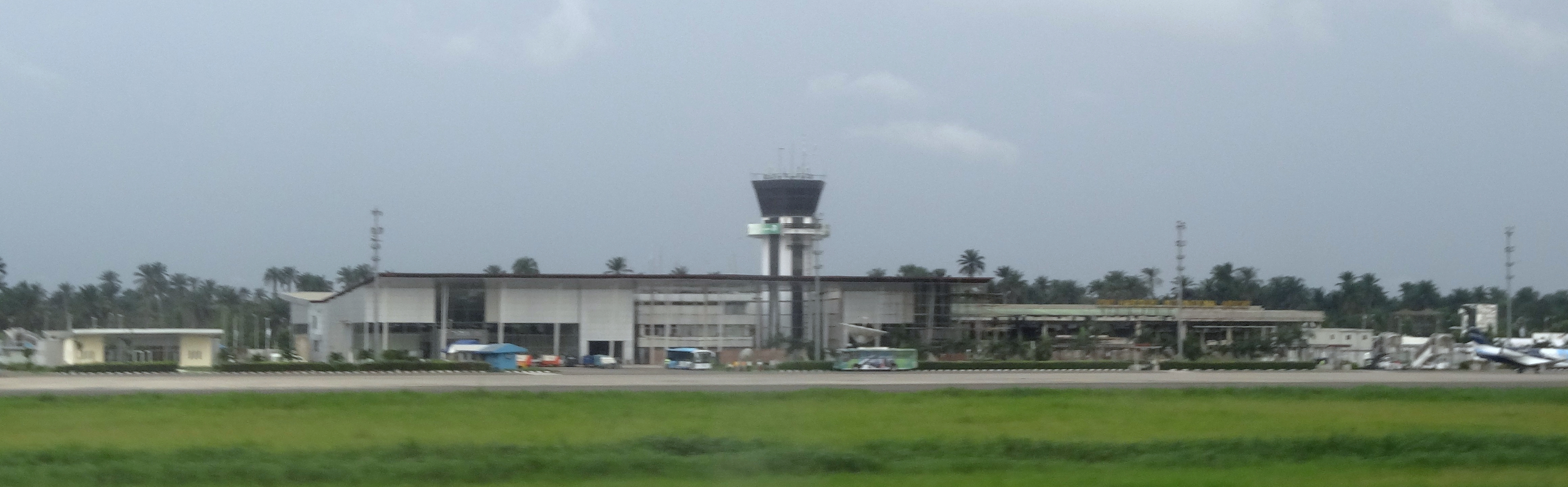
Aeroport de Port Harcourt

A Rivers hi ha transport per carretera, ferroviari i fluvial. La xarxa de carreteres estatal no està gaire desenvolupada. El ferrocarril i el transport aeri és més útil pel transport amb altres ciutats d'altres estats que no pas dins el mateix estat. Hi ha zones de Rivers que encara romanen aïllades i inaccessibles. El transport fluvial i marítim és molt important, ja que l'estat està situat al delta del riu Níger i a Port Harcourt hi ha el segon port més important de Nigèria. També cal destacar que l'aeroport internacional de Port Hartcourt és el tercer més important del país.

## Turisme i oci
A l'estat de Rivers hi ha moltes atraccions turístiques. Cal destacar el turisme a les platges de sorra entre Opobo i Koluama. També s'ha de destacar el potencial del turisme de naturalesa i cultural, ja que la zona fou un dels principals llocs claus del comerç d'esclaus atlàntic i el comerç de l'oli de palma del segle xix. Això fa que hi hagi relíquies i monuments històrics importants.
A Rivers hi ha nombrosos festivals importants, així com mostres folklòriques: dansa, música i arts populars.
A partir de l'establiment de la Tourism and Hotels Corporation el 1970 el govern estatal ha desenvolupat nombrosos projectes turístics, entre els quals destaquen: l'Isaka Holiday Resort, el zoo de TransAmadi, la renovació del Jubilee Park.

## Successos
El 12 de juliol del 2012 una explosió d'uns tancs de petroli van provocar almenys 92 morts a la carretera a Okogbe.

## Literatura
La literatura tradicional de l'estat de Rivers consisteix en històries orals, llegendes, mites, proverbis, endevinalles, poesia tradicional i rituals religiosos. De la literatura moderna en destaquen els novel·listes i poetes com Elechi Amadi, Gabriel Okara i Ken Sarowiwa.

## Persones notables

### Governadors de l'estat de Rivers
- Godwin Abbe. Antic governador d'Akwa Ibom, antic governador de Rivers, antic ministre de l'interior de Nigèria i antic ministre de defensa de Nigèria.
- Rufus Ada-Gorge. Antic governador de Rivers.[10]
- Ernest Olawunmi Adelaye. Antic governador de Rivers.
- Rotimi Amaechi. Actual governador de Rivers.[11]
- Alfred Diete-Spiff. Primer governador de Rivers.
- Sam Ewang. Antic administrador militar de l'estat d'Ogun i de l'estat de Rivers.
- Dauda Musa Komo. Antic administrador militar de Rivers.
- Zamani Lekwot. Antic governador militar de Rivers.
- Peter Odili. 13è governador de Rivers.
- Melford Obiene Okilo. Antic governador de Rivers i antic ministre de comerç i turisme de Nigèiria.
- Celestine Omehia. 14è governador executiu de Rivers.
- Fidelis Oyakhilome. Antic governador militar de Rivers.
- Suleiman Saidu, antic governador militar de Rivers.
- Musa Shehu, antic administrador militar de Rivers i de l'estat de Plateau.
- Anthony Ukpo, antic governador de Rivers.

### Altres
- Magnus Ngei Abe, polític, senador del PDP.
- Elechi Amadi, escriptor i novel·lista.[12]
- Judith Amaechi, dona del governador Rotimi Amaechi. Defensora dels drets de les dones i els nens.[13]
- Pere Ariweriyai, futbolista jugador del Santos Football Club.[14]
- Andrea Cossu, futbolista, jugador de l'Unione Sportiva Ancona 1905.
- Abgani Darego, model, coneguda com la primera Miss Món africana negra.[15]
- Ken Saro-Wiwa, escriptor, candidat al premi Nobel de literatura, productor de televisió i activista mediambiental i del poble ogoni.
- Precious Sekibo, metge i polític. Antic Ministre Federal de Transports.[16]
- Tekena Tamuno, historiador.